# Kansas Bowling
Pour les articles homonymes, voir Bowling (homonymie).
Kansas Bowling (née le 2 août 1996) est une réalisatrice, scénariste, directrice de la photographie et actrice américaine. Elle est surtout connue pour avoir réalisé B.C. Bouche (en)r et Cuddly Toys  (2022) et comme actrice dans Once Upon a Time in Hollywood (2019).

## Liens
- Site officiel
- Ressources relatives à l'audiovisuel :   - Allociné
  - Ciné-Ressources
  - IMDb